# Teahupoʻo
Teahupoʻo (auch Chopes genannt) ist ein Ort an der Südküste Tahitis in Französisch-Polynesien mit 1.455 Einwohnern (2022). Vor dem Ort liegt ein bekannter Surfspot, er war Austragungsort des Surfwettbewerbs der Olympischen Sommerspiele 2024.

## Surfen

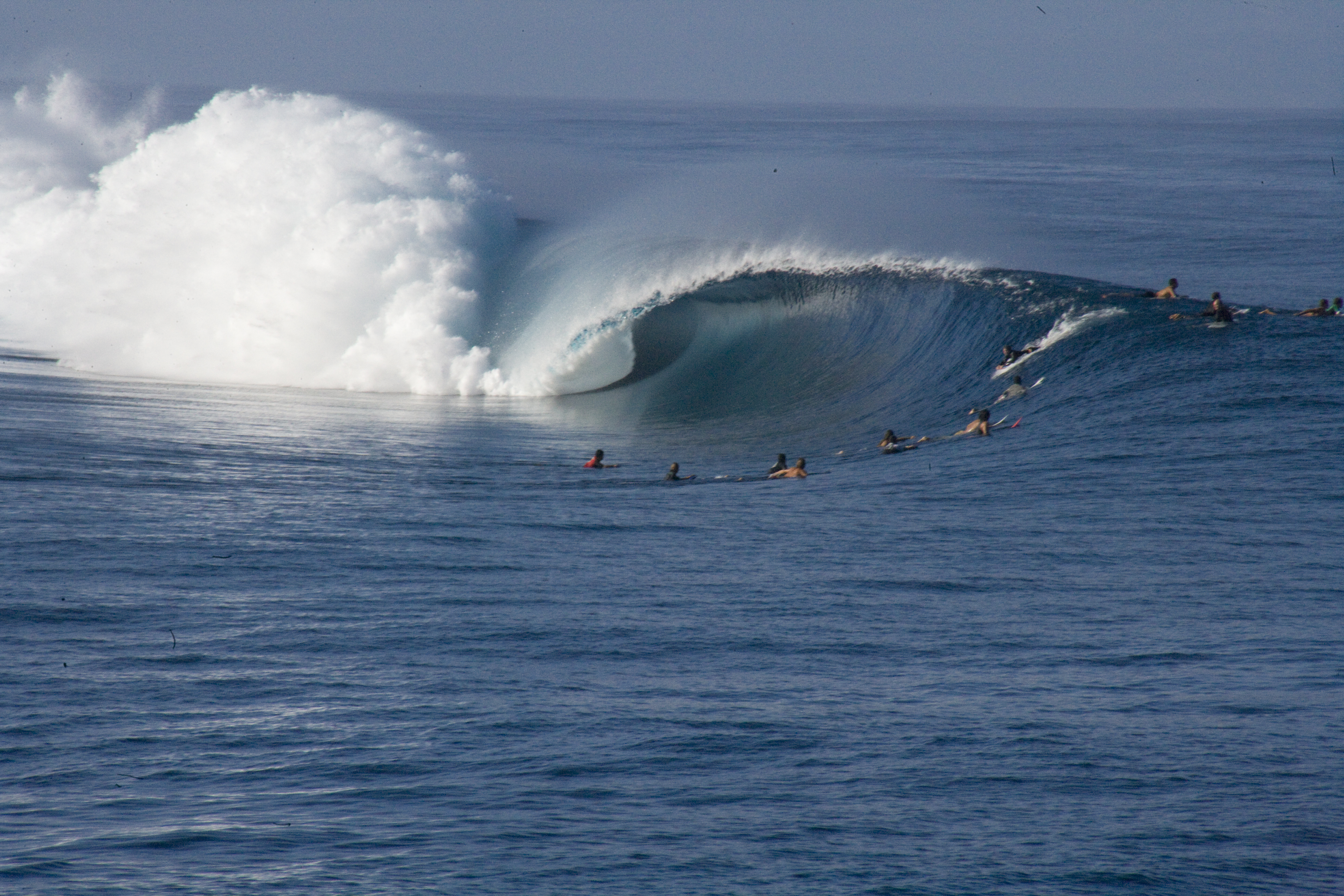
Die Welle Teahupoʻo

Teahupoʻo ist für seine kraftvollen, hohl brechenden Wellen bekannt. Diese Welle und das für die Wellenbildung verantwortliche Korallenriff, welches bis zu 50 cm unter die Wasseroberfläche reicht, haben dem Spot den Ruf eingebracht, besonders gefährlich zu sein.
Während die durchschnittliche Wellenhöhe im Sommer 1–1,30 Meter (3–4 Fuß) beträgt, kann die Welle im Winter deutlich über drei Meter Höhe erreichen.

### Geschichte
Der Tahitianer Thierry Vernaudon behauptete 1985 erstmals, zusammen mit einigen Freunden auf Teahupoʻo gesurft zu sein. Bei dieser Aktion handelte es sich allerdings nachweislich um relativ kleine Wellen, die nicht mit den monströsen Brechern der heutigen „Big Wave Sessions“ zu vergleichen sind. 1986 entdeckten einige Bodyboarder die Welle für sich, während es bis 1998 dauerte, bis Teahupoʻo auch unter Wellenreitern den berechtigten Ruf als „Heaviest Wave in the World“ erlangte.
Zu Ruhm gelangte die Welle, als der hawaiische Tow-in-Surfer Laird Hamilton am 17. August 2000 einen spektakulären Ritt wagte, der unter anderem in der Surf-Dokumentation Riding Giants zu sehen ist.

### World Surf League
Teahupoʻo ist eine der Stationen der World Surf League (früher ASP World Tour).
| Jahr                                                                       | Veranstaltungsname      | Männer         | Frauen              |
| -------------------------------------------------------------------------- | ----------------------- | -------------- | ------------------- |
| 2024                                                                       | Shiseido Tahiti Pro     | Ítalo Ferreira | Vahine Fierro       |
| 2023                                                                       | Shiseido Tahiti Pro     | Jack Robinson  | Caroline Marks      |
| 2022                                                                       | Outerknown Tahiti Pro   | Miguel Pupo    | Courtney Conlogue   |
| 2021                                                                       | –                       | –              | –                   |
| 2020                                                                       | –                       | –              | –                   |
| 2019                                                                       | Tahiti Pro Teahupoʻo    | Owen Wright    | –                   |
| 2018                                                                       | Tahiti Pro Teahupoʻo    | Gabriel Medina | –                   |
| 2017                                                                       | Billabong Pro Tahiti    | Julian Wilson  | –                   |
| 2016                                                                       | Billabong Pro Tahiti    | Kelly Slater   | –                   |
| 2015                                                                       | Billabong Pro Tahiti    | Jeremy Flores  | –                   |
| 2014                                                                       | Billabong Pro Tahiti    | Gabriel Medina | –                   |
| 2013                                                                       | Billabong Pro Teahupoʻo | Adrian Buchan  | –                   |
| 2012                                                                       | Billabong Pro Teahupoʻo | Mick Fanning   | –                   |
| 2011                                                                       | Billabong Pro Teahupoʻo | Kelly Slater   | –                   |
| 2010                                                                       | Billabong Pro Teahupoʻo | Andy Irons*    | –                   |
| 2009                                                                       | Billabong Pro Teahupoʻo | Bobby Martinez | –                   |
| 2008                                                                       | Billabong Pro Teahupoʻo | Bruno Santos   | –                   |
| 2007                                                                       | Billabong Pro Teahupoʻo | Damien Hobgood | –                   |
| 2006                                                                       | Billabong Pro Teahupoʻo | Bobby Martinez | Melanie Redman-Carr |
| 2005                                                                       | Billabong Pro Teahupoʻo | Kelly Slater   | Chelsea Hedges      |
| 2004                                                                       | Billabong Pro Teahupoʻo | CJ Hobgood     | Sofía Mulánovich    |
| 2003                                                                       | Billabong Pro Teahupoʻo | Kelly Slater   | Keala Kennelly*     |
| 2002                                                                       | Billabong Pro Teahupoʻo | Andy Irons*    | Keala Kennelly*     |
| 2001                                                                       | Billabong Pro Teahupoʻo | Cory Lopez     | Layne Beachley      |
| 2000                                                                       | Gotcha Pro Tahiti       | Kelly Slater   | Keala Kennelly*     |
| 1999                                                                       | Gotcha Tahiti Pro       | Mark Occhilupo | Kate Skarratt       |
| * In der World Surf League wird zwischen den USA und Hawaii unterschieden. |                         |                |                     |

### Olympische Sommerspiele 2024
Die Surfwettbewerbe der Olympischen Sommerspiele 2024 fanden vom 27. Juli bis zum 6. August 2024 in Teahupoʻo statt. Mit 15.760 Kilometern Luftlinie nach Paris entfernt handelt es sich um die größte Distanz zwischen dem Hauptaustragungsort und einer Wettkampfstätte in der Geschichte der olympischen Spiele. Die ursprünglich geplanten Baumaßnahmen im Riff, unter anderem ein 14 Meter hoher Aluminiumturm für die Juroren und Medien, riefen bei Umweltschützern und Surfern Proteste hervor. Das Bauvorhaben wurde nicht umgesetzt und der bereits bestehende judges' tower auch für die Olympischen Wettbewerbe genutzt. Ebenso wird das Verletzungsrisiko durch das knapp unter der Wasseroberfläche liegende Riff kritisiert.
| Disziplin         | Gold                 | Silber                    | Bronze               |
| ----------------- | -------------------- | ------------------------- | -------------------- |
| Männer Shortboard | Kauli Vaast (FRA)    | Jack Robinson (AUS)       | Gabriel Medina (BRA) |
| Frauen Shortboard | Caroline Marks (USA) | Tatiana Weston-Webb (BRA) | Johanne Defay (FRA)  |

## Bekannte Persönlichkeiten
- Alexandre Léontieff (1948–2009), Präsident von Französisch-Polynesien